# Hastings Kamuzu Banda
Pour les articles homonymes, voir Banda.
Hastings Kamuzu Banda (c. 14 mai 1898,, - 25 novembre 1997) est un homme politique et dirigeant du Malawi de 1964 à 1994.
Premier ministre du Royaume du Malawi à la suite de l'indépendance du Nyassaland en 1964, il devient le premier président après que le dominion devient une république en 1966. Chef du Parti du Congrès, son parti le nomme président à vie en 1970, ce qu'il instaure lui-même l'année suivante. Anti-communiste, il s'associe au bloc de l'Ouest pendant la Guerre froide. Durant sa présidence, il favorise généralement les droits des femmes, le développement des infrastructures et le maintien d'un système d'éducation performant par rapport aux systèmes des autres pays africains.
Sa présidence, considérée comme l'une des plus répressives des régimes africains, entraîne la mort d'entre 6 000,, et 18 000 opposants politiques. Son régime, caractérisée comme une autocratie hautement répressive, il reçoit aussi des critiques pour avoir maintenu des relations diplomatiques avec les gouvernements voisins d'Afrique du Sud et de Rhodésie pratiquant l'apartheid.
Avec la hausse des pressions internes et internationale, il organise un référendum sur l'ouverture au multipartisme en 1993. Il perd l'élection de 1994 et meurt à Johannesbourg en Afrique du Sud en 1997.

## Biographie

### Premières années
Né Akim Kamnkhwala Mtunthama Banda à Kasungu dans le Protectorat britannique d'Afrique centrale, la date de naissance de Banda demeure incertaine en raison de l'absence de registre des naissances. Plus tard, à la suite de la présentation de certaines coutumes locales par un ami, le Dr Donald Brody, Banda déclare que: « Personne ne connaît l’heure, la date, le mois ou l’année de ma naissance, même si j’accepte maintenant les preuves que vous me donnez – mars ou avril 1898 ».
Il fréquente l'école du village de son pays natal près de Mtunthama, avant de quitter pour Chikondwa et rejoindre ses grands-parents maternels en 1908. En 1910, il se rend dans la mission Chilanga et est baptisé en 1910.
Son nom Kamnkhwala signifie petit médecin et il le remplace par Kamuzu soit petite racine. Ce nom serait en référence à l'utilisation par sa mère de racines données par un médecin pour contrer l'infertilité. Il prend aussi le nom chrétien de Hastings après son baptême par le ministre du culte et docteur George Prentice (en) de l'Église d'Écosse, d'après le missionnaire écossais John Hastings qui œuvre près de son village.
Vers 1915-1916, il quitte l'école de missionnaire de Livingstonia avec son oncle et enseignant Hanock Msokera Phiri pour Hartley en Rhodésie du Sud. Voulant entrer à l'institut missionnaire presbytérienne écossaise de Lovedale (en) en Afrique du Sud, il termine ses études dites Standard 8 sans fréquenter l'établissement.
En 1917, il se rend à Johannesbourg pour ensuite travailler dans la mine de Witwatersrand au Transvaal pendant quelques années. Durant cette période, il fait la rencontre de l'évêque épiscopalien méthodiste africain William Tecumseh Vernon (en) qui lui offre de lui payer son éducation dans l'école méthodiste aux États-Unis où il se rend pour New York en 1925.

### Éducation

#### États-Unis

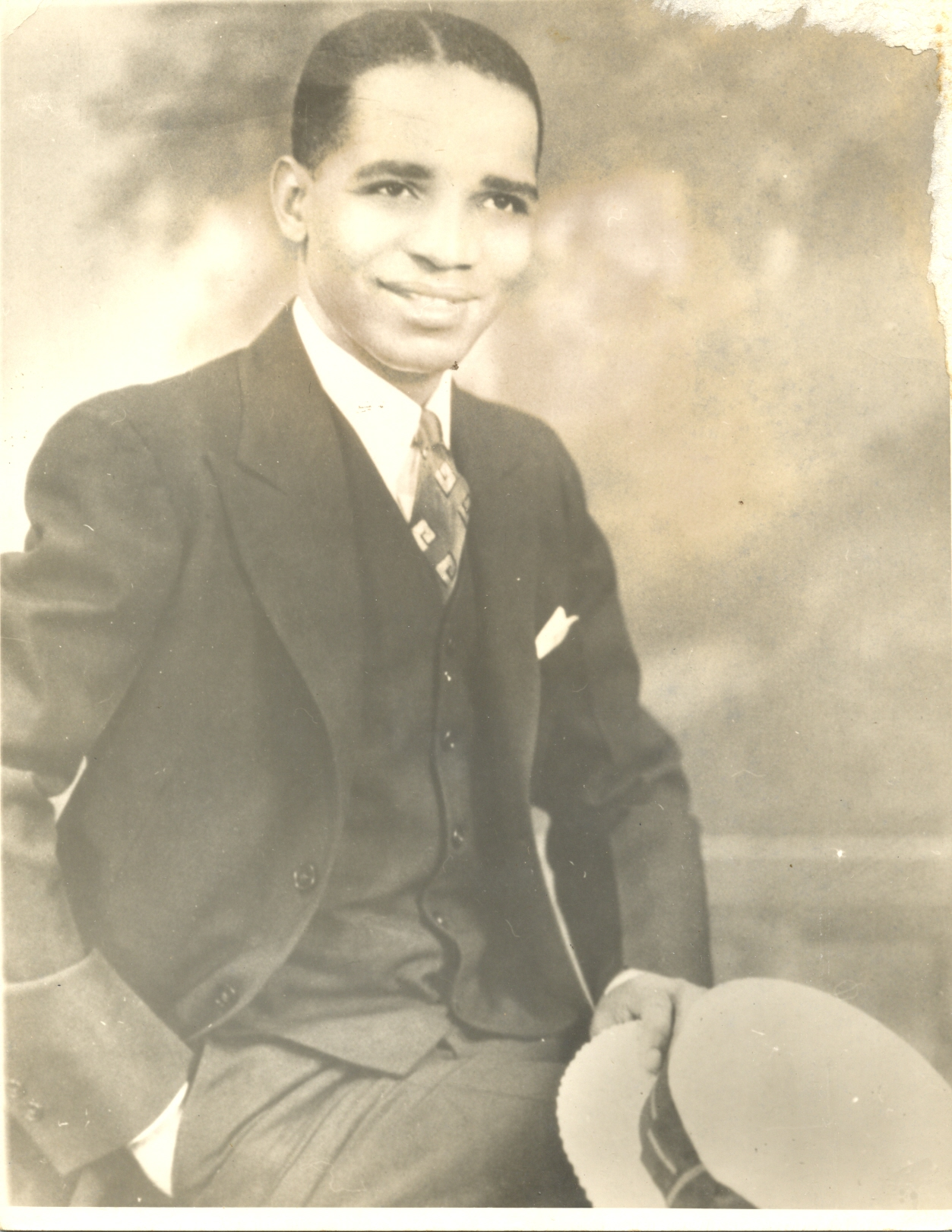
Jeune Hastings Banda

Banda étudie à l'institut Wilberforce en Ohio, un collège afro-américain maintenant connu en tant qu'Université d'État du centre. Ayant gradué en 1928 et avec la fin de son soutien financier, il s'engage avec l'éducateur ghanéen Kwegyir Aggrey qu'il avait rencontré en Afrique du Sud.
Fréquentant et discutant au club Kiwanis, il fait la rencontre du Dr Herald qui l'aide à débuter des études pré-médicales à l'université de l'Indiana. Entretemps, il écrit des essais sur les Chewas pour le folkloriste Stith Thompson qui l'introduit à l'anthropologue Edward Sapir de l'université de Chicago. Il travaille aussi avec l'anthropologue et linguiste afro-américain Mark Hanna Watkins (en) qui contribue à la publication d'un livre de grammaire sur la langue chewa. À Chicago, il loge chez l'afro-américaine Corinna Saunders et termine un B.Phil. en histoire en 1931.
Recevant un soutien financier de Mme Smith, femme de l'homme d'affaires Douglas Smith qui a fait fortune avec le dentifrice Pepsodent en tant que membre du conseil d'administration de Eastman Kodak, Banda étudie alors la médecine au collège noir Meharry Medical (en) de Nashville au Tennessee. Il y gradue avec un M.D. en 1937 et devient le second Malawite à compléter cette formation après Daniel Sharpe Malekebu (en). Durant ses études, il épouse Robertine Edmonds en 1934.

#### Royaume-Uni
Pour être autorisé à pratiquer la médecine sur le territoire de l'Empire britannique, Banda doit compléter une seconde formation en médecine qu'il réalise à l'université d'Édimbourg en 1941. Pour le soutenir dans ses études et favoriser son retour au Nyassaland, le gouvernement colonial lui offre une subvention de 300£ par an. Alors qu'il débute une formation en maladies tropicales à Liverpool, le gouvernement cesse ses subventions et il quitte l'université lorsqu'il refuse d'entre enrôlé comme médecin militaire. Il retourne en Écosse et travaille dans une paroisse de l'Église d'Écosse.
Travaillant comme médecin à North Shields près de Newcastle upon Tyne de 1941 à 1945, il débute une relation avec Merene French, un belle-fille de l'une de ses patientes.
Après la Seconde Guerre mondiale, il ouvre un cabinet à Kilburn en banlieue de Londres. Il entre en politique en devenant membre du Parti travailliste. En 1945, il s'établie à Harlesden.
En 1945, avec le chef Mwase du Kasungu, qu'il avait rencontré en Angleterre en 1945, il représente le Nyasaland African Congress lors du Congrès panafricain à Manchester. La conférence voit aussi la participation de futurs chefs d'État africains dont Jomo Kenyatta et Kwame Nkrumah.

#### Fédération de la Rhodésie et du Nyassaland
En 1953, le docteur Banda s'oppose à la fusion de la colonie anglaise avec les deux Rhodésies que prône le nord-rhodésien Roy Welensky. Banda s'inquiète d'une fédération qui aurait pour effet de réduire les droits des Noirs du Nyassaland.
Alors que son retour est attendu dans la colonie en 1951, il s'installe en Côte-de-l'Or britannique. Il s'installe sur place en raison d'un scandale impliquant sa réceptionniste à Harlesden, Merene French, qui entre-temps était maintenant enceinte. Banda est accusé d'adultère avec French qui la suit jusqu'en Afrique de l'ouest. Malgré sa présence, Banda ne poursuit pas la relation et elle meurt en 1976.

#### Appel au retour au Nyassaland
De retour au Nyassaland en 1958, après deux années passées au Ghana et à la demande de plusieurs hommes politiques du Congrès dont Henry Chipembere (en), Kanyama Chiume (en), Dunduzu Chisiza (en) et Thamar Banda (en), reçu comme un héros dans son pays natal même s'il en a oublié la langue après 42 ans d'absence, Banda s'affirme comme un opposant décidé à la présence britannique et à la fédération imposée en 1953.
Leader écouté, il fait rapidement le tour du pays afin de parler contre le maintien de la Fédération de Rhodésie et du Nyassaland (ou Fédération d'Afrique centrale) et fonde le Parti du congrès du Malawi (MCP) auquel il enjoint la population à en devenir membre. Malgré sa connaissance du chewa, il doit recourir à un interprète qui sera initialement John Msonthi (en) et ensuite John Tembo qui le suivra durant le reste de sa carrière. L'enthousiasme face à son discours anti-colonial atteint un tel sommet que des troupes rhodésiennes sont mobilisées afin de maintenir l'ordre et l'état d'urgence est déclaré en février 1959. Durant l'Operation Sunrise (en), plusieurs membres du MCP, dont Banda, sont emprisonnés à Gwelo en Rhodésie du Sud. La gestion du parti est alors temporairement assumée par Orton Chirwa (en). 

#### Sortie de prison et route vers l'indépendance
Alors que le Royaume-Uni entame un processus de décolonisation, Banda sort de prison en avril 1960 et est immédiatement invité à Londres pour débuter des pourparlers amenant à l'indépendance. En 1961,il profite de l'octroi du régime représentatif pour gagner les élections (censitaires). Le MCP devient de fait, une sorte de parti unique compte tenu de la faiblesse des autres formations d'opposition. Banda occupe alors la fonction de ministre des Terres, des Ressources naturelles et du Gouvernement local et donc, de facto, la fonction de Premier ministre du Nyassaland qui obtiendra de façon formelle le 1er février 1963. Le gouvernement s'active ensuite au développement de l'instruction secondaire et de la justice locale, ainsi que la fin de certains tarifs agricoles. En décembre 1962, Rab Butler, secrétaire d'État aux Affaires africaines, met fin à la fédération.
Effective en 1963, la sécession du Malawi de la Fédération est le prélude à l'indépendance octroyée l'année suivante. Banda choisit alors le nom de Malawi en raison de l'apparition du lac Maravi sur la terre des Bororos sur une vielle carte en français. L'indépendance du Nyassaland, devenu Malawi, est effective le 6 juillet 1964 soit six ans après le retour de Banda au pays.

### Chef du Malawi

#### Crise du cabinet de 1964

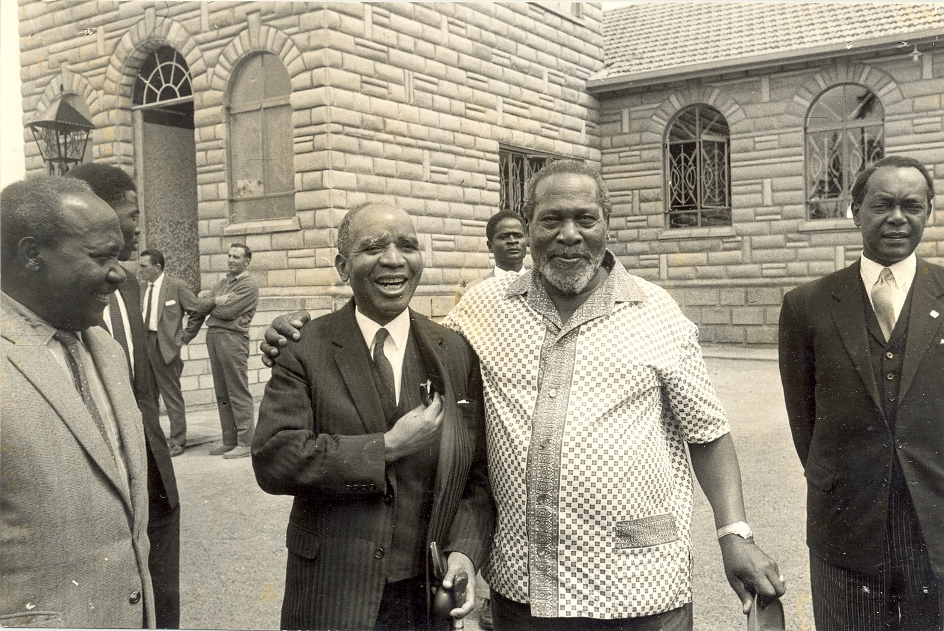
Hastings Banda avec Jomo Kenyatta du Kenya en 1961

Durant le mois suivant l'indépendance, survient la crise du cabinet malawite de 1964 (en). La crise est issue des tendances autocratiques de l'exercice du pouvoir par Banda et la tentative de ministres pour le limiter. Banda limoge alors quatre de ses ministres et certains autres démissionnent par solidarité. Des dissidents ont même quitté le pays.

#### Nouvelle constitution et consolidation du pouvoir
Banda dirige d'abord une monarchie constitutionnelle, vite transformée, en 1966, en une république aux aspects bien souvent autoritaires mais qui reste membre du Commonwealth. La nouvelle constitution permet à Banda de s'arroger les pouvoirs exécutifs et législatifs. Le MCP devient rapidement la seule force politique d'un régime à parti unique. En 1970, Banda est déclaré président à vie lors d'un congrès du MCP et la législature malawite lui accorde officiellement en 1971. 
Il devient de plus considéré comme un chef bienveillant, malgré une certaine excentricité en raison de ses costumes trois pièces de style anglais, ses mouchoirs assortis, sa canne et son chasse-mouche. en juin 1967, il reçoit un doctorat honorifique de l'université de Massachusetts avec l'éloge de « pédiatre de sa nation naissante ». Malgré cette image, le régime s'avère très rigide et autoritaire pour les standards africains de l'époque. 

#### L'incident des quatre de Mwanza

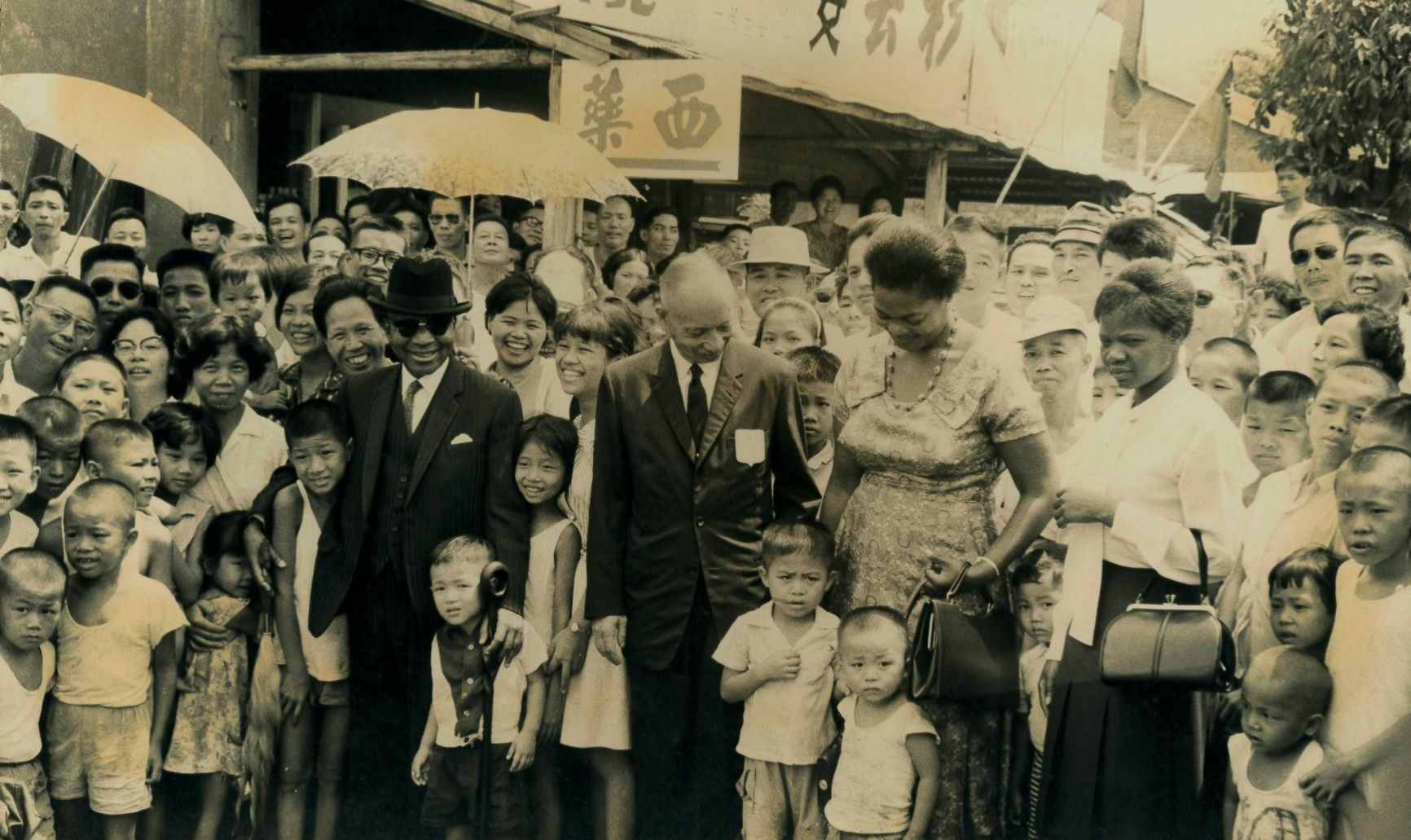
Banda visitant Taïwan en 1967

En 1983, trois ministres (Dick Matenje (en), Twaibu Sangala (en) et Aaron Gadama (en)) et un député (David Chiwanga (en)) meurent dans ce qui est considéré comme un accident de la route. Les trois ministres avaient alors mis à l'épreuve la présidence à vie de Banda en supportant l'instauration du multipartisme. Furieux, Banda dissout alors le cabinet et les trois hommes sont torturés dans une salle du parlement à Zomba. Chiwanga qui aperçoit la scène est ensuite réduit au silence. Les dépouilles sont embarquées dans une Peugeot 604 dans laquelle un accident est simulé dans le district de Mwanza près de Blantyre. Plus tard, il est rapporté que les parlementaires avaient été tués avec des piquets de tente enfoncés dans leur crâne.

### Politique étrangère

#### Relations avec les pays africains voisins
Dès sa prise de pouvoir, Banda va s'éloigner des mouvements nationalistes africains et, non sans les scandaliser, établir des relations avec ses voisins rhodésiens, sud-africains et portugais. À maintes occasions, Banda justifiera ce choix par l'enclavement géographique du Malawi qui interdit toute hostilité envers les États « blancs ». En politique intérieure, il favorise une forme de tribalisme.
En 1971, il devient la même année le premier dirigeant africain à se rendre en Afrique du Sud (la première visite d'un dirigeant étranger dans ce pays depuis celle, en 1947, de George VI, roi du Royaume-Uni) et signe alors avec ce pays un accord (capitaux et armement contre des travailleurs). Chose curieuse, cette alliance ne faiblira pas, même quand le Malawi intégrera le groupe des États africains hostiles à Pretoria (SADCC) le 1er avril 1980. Son régime soutient la rébellion du Renamo au Mozambique, également soutenue par l'Afrique du Sud.

#### Anticommunisme
Refusant initialement d'établir des relations diplomatiques avec les gouvernements communistes de l'Europe de l'est de et l'Asie, il en amorce avec la Corée du Nord de Kim Il Sung en 1982, avec la Roumanie de Nicolae Ceaușescu et l'Albanie d'Enver Hoxha en 1985.
Son anticommunisme l'amène également à être un des rares chefs d'États africains à donner son soutien aux États-Unis pendant la guerre du Viêt Nam.

### Fin politique
Le début des années 1990 marque la fin du pouvoir quasi absolu du vieux président. En 1992, il dissout le Parlement, ce qui provoque des manifestations meurtrières dans le pays. L'année suivante, les oppositions ne faiblissant pas, le Malawi adopte enfin le multipartisme et pousse lors des élections générales de 1994 à la retraite son vieux dictateur.

### Décès
Banda souffre de défaillances cardiaques depuis plusieurs années. Admit à la Queen Elizabeth Hospital de Blantyre en 1997, il est transféré à Johannesburg où il meurt en novembre 1997 à 98 ou 99 ans. Des funérailles d'État (en) auxquelles assistent plusieurs chefs d'États africains sont rapidement organisées. La dépouille est embaumée dans une tombe en béton pour éviter tout dommage au corps de la même manière que celle utilisée pour le président kenyan Jomo Kenyatta et celle-ci est placée dans le Mausolée de Kamuzu (en), construit en 2006.

### Distinctions et honneurs
- Malawi:
  -  Grand Commandeur de l'Ordre du Lion (en)

- Taiwan:
  -  Grand Cordon de l'Ordre du Jade (1967)[34]
  -  Clé de la ville de Taipei (1967)[34]

- Royaume-Uni:
  -  Chevalier honoraire Grand-Croix de l'Ordre du Bain (1985)[35]

### Galerie

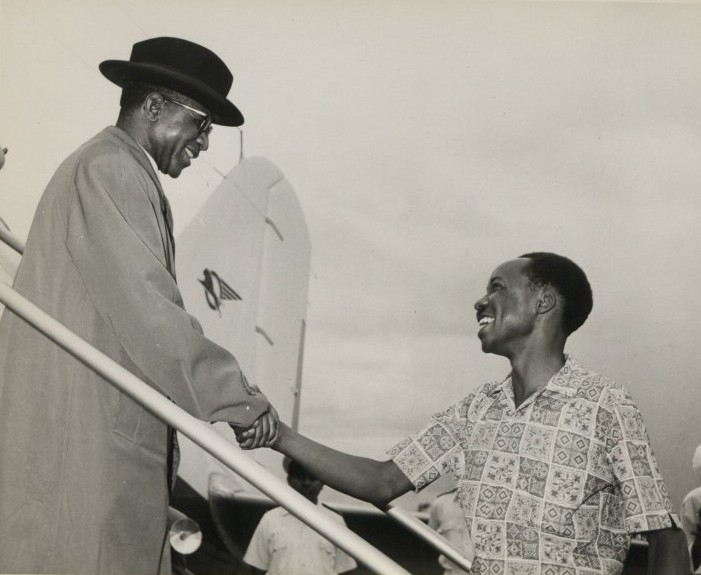
Banda avec Julius Nyerere de Tanzanie
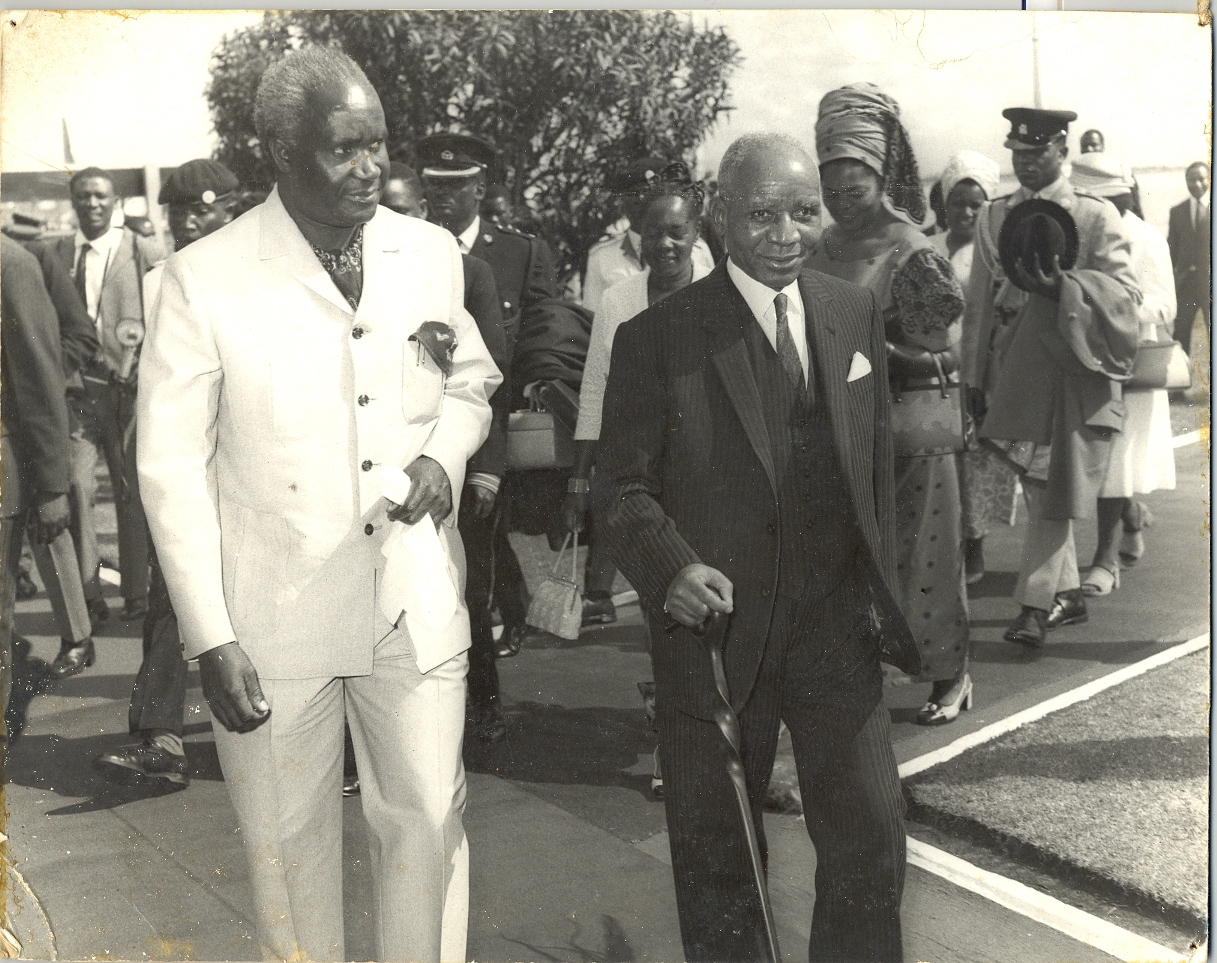
Banda avec le Zambien Kenneth Kaunda
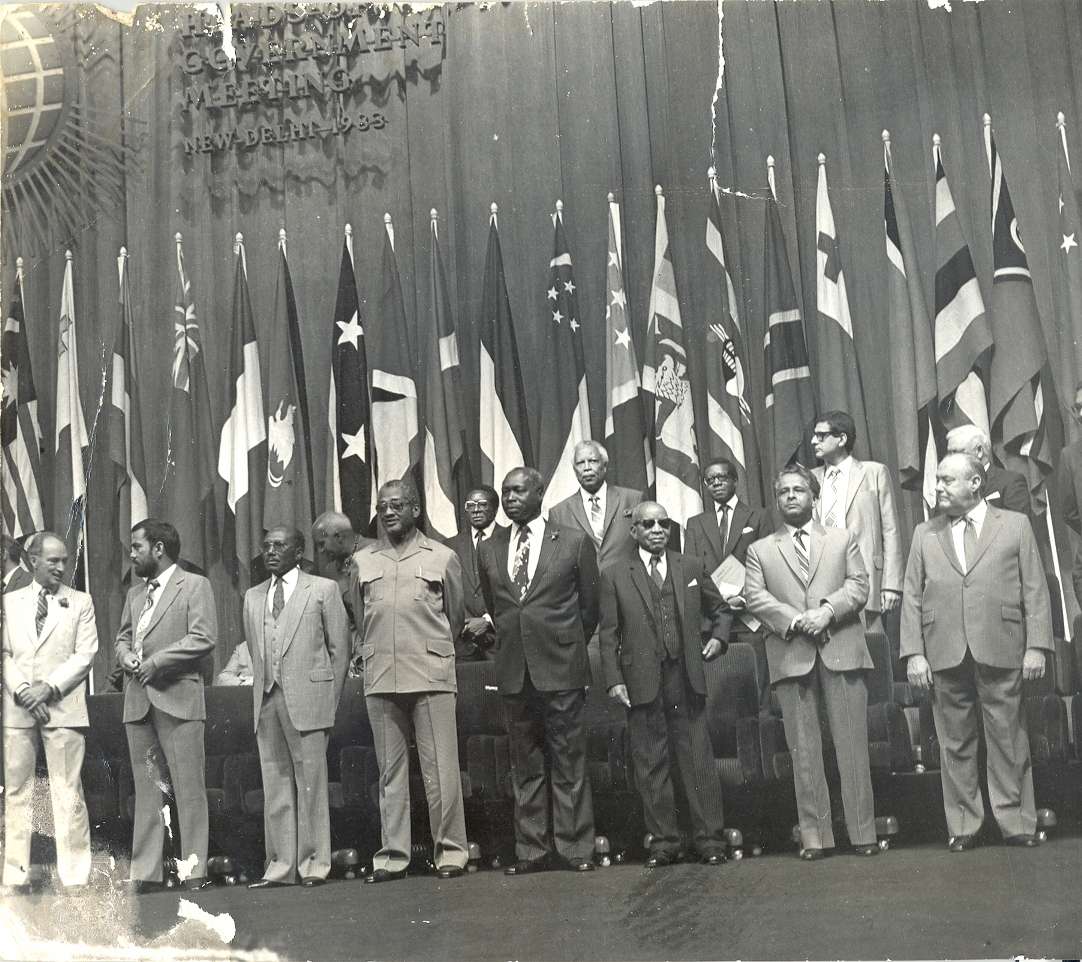
Banda à New Delhi en novembre 1983
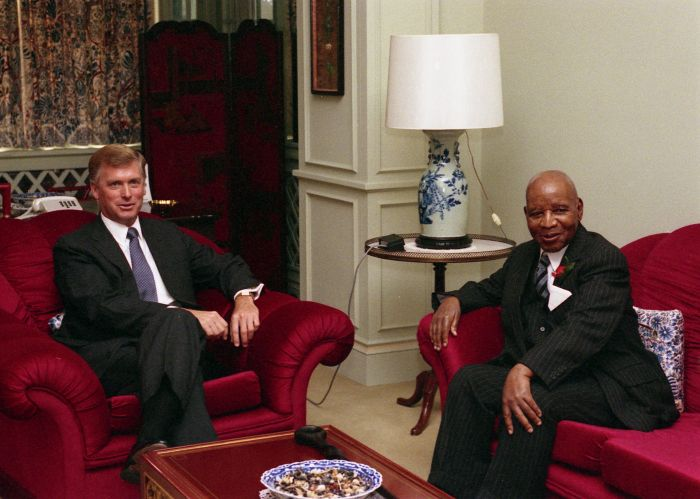
Avec le vice-président américain Dan Quayle en 1991